# Citroën C-Airplay
Der C-Airplay war ein Konzeptfahrzeug, das Citroën 2005 auf der Bologna Motor Show der Öffentlichkeit präsentierte. Mit dem futuristischen Kleinstwagen wollte Citroën nach Pressemitteilung die Passagiere eng mit der Umwelt verbinden. Wohl deswegen sollten große Luftausströmer „Cabrio-Feeling“ und transparente Türpanele mehr Nähe zur Straße vermitteln. Im unteren Bereich der Seitentüren wurden zusätzliche Scheiben eingesetzt, während ein Panoramadach mit abnehmbarem Mittelteil im direkten Übergang zur großen Windschutzscheibe den Innenraum hell und luftig wirken lässt und zudem eine fast uneingeschränkte Rundumsicht bot.
Im Innenraum herrschten überwiegend helle Materialien und auch der Fahrzeugboden wurde komplett in Weiß lackiert. Die vordere Sitzbank sowie die beiden hinteren Notsitze wiederum waren aus rotem Silikon. Auch das Armaturenbrett war in Rot gehalten. Alle wichtigen Bedienelemente und Armaturen waren jedoch auf der feststehenden Nabe des Lenkrads zusammengefasst.
Das Chassis stammte vom Citroën C2 bzw. war ebenso eine verkürzte Plattform des Citroën C3. Von diesem stammte auch der 1,6-Liter-Ottomotor mit 80 kW. Die Kraftübertragung erfolgte mittels automatisiertem Schaltgetriebe, zu bedienen über Lenkradwippen auf die Vorderräder. Vom C3 übernommen wurde auch die gerade neu eingeführte Start-Stopp-Automatik.

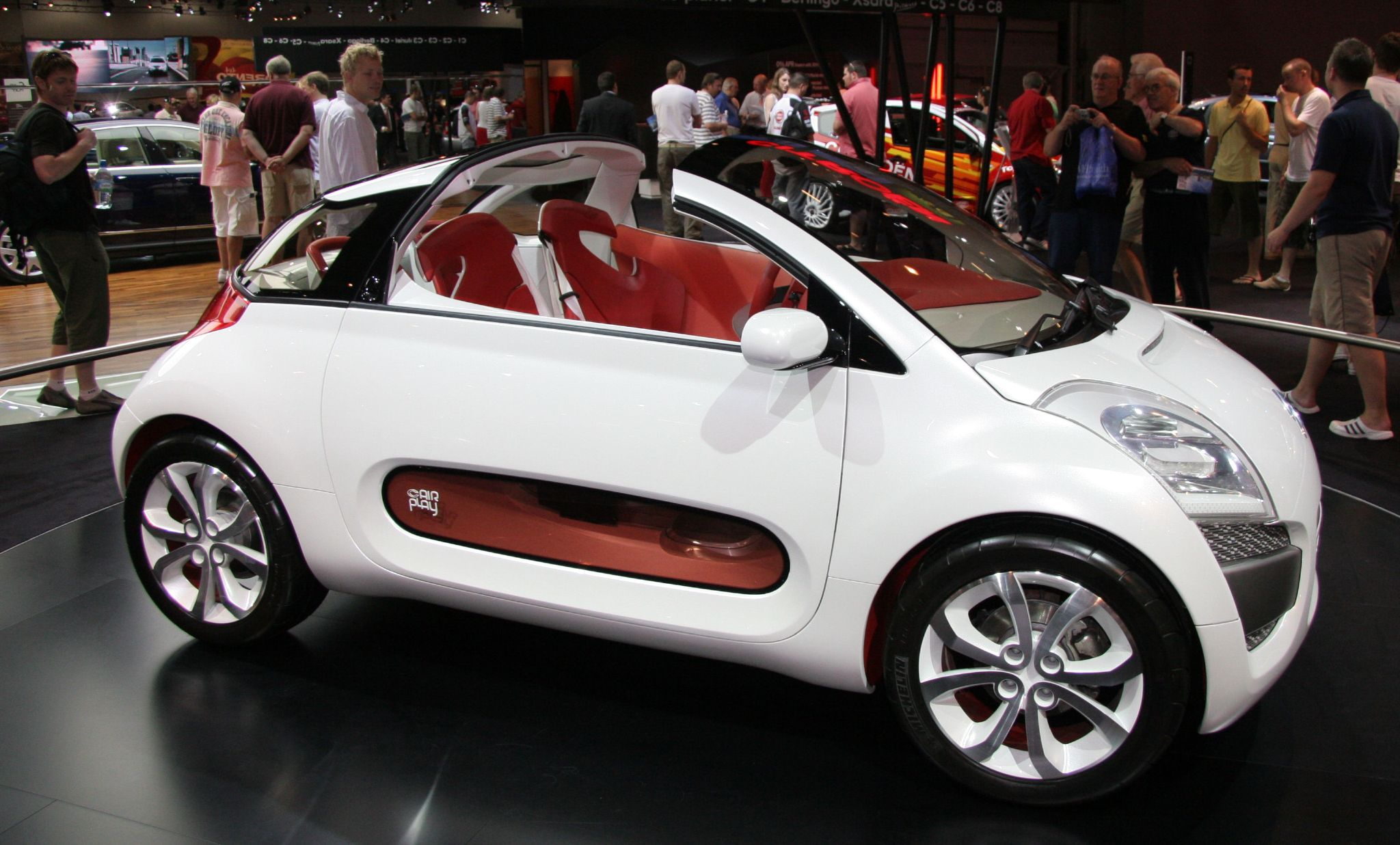
Seitenansicht
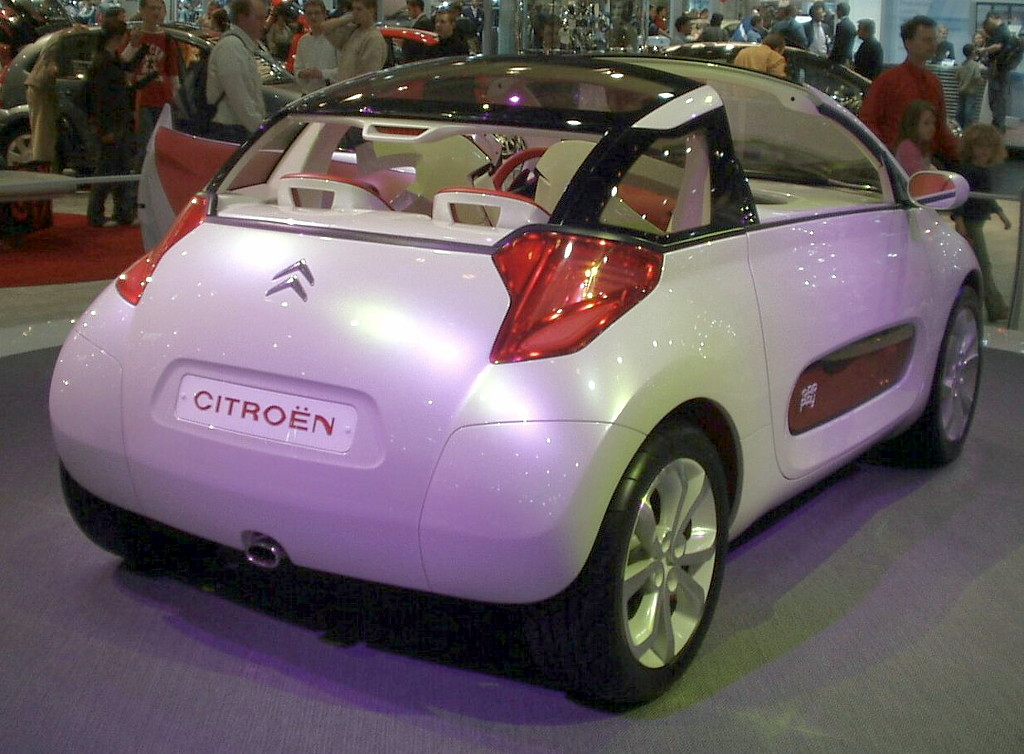
Heck